# Veckkantlav
Veckkantlav (Lecanora allophana) är en lavart som beskrevs av William Nylander. 
Veckkantlav ingår i släktet Lecanora och familjen Lecanoraceae. Arten är reproducerande i Sverige.

## Bildgalleri

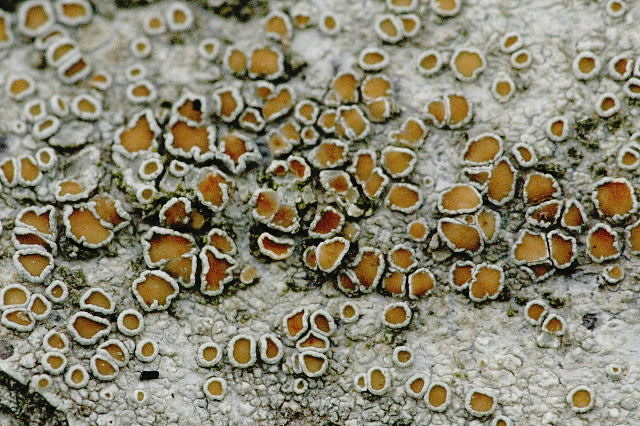
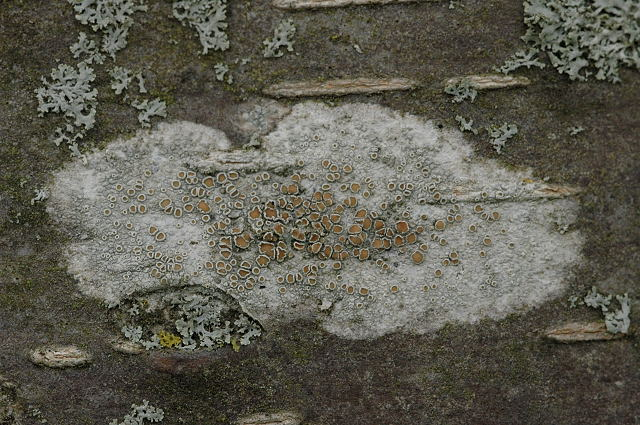